# Фіє Удбі Еріхсен
Фіє Удбі Еріхсен  (дан. Fie Udby Erichsen, 23 квітня 1985) — данська веслувальниця, олімпійська медалістка.

## Виступи на Олімпіадах
| Олімпіада   | Дисципліна | Місце |
| ----------- | ---------- | ----- |
| Лондон 2012 | одиночка   | 2     |
| Ріо 2016    | одиночка   | 9     |
| Токіо 2020  | двійки     | 8     |
| Париж 2024  | двійки     | 11    |